# Arga (Baixo, Cima e São João)
Arga (Baixo, Cima e São João) (oficialmente: União das Freguesias de Arga (Baixo, Cima e São João)) é uma freguesia portuguesa do município de Caminha, com 30,88 km² de área e 159 habitantes (censo de 2021). A sua densidade populacional é 5,1 hab./km².

## História
Foi constituída em 2013, no âmbito de uma reforma administrativa nacional, pela agregação das antigas freguesias de Arga de Baixo, Arga de Cima e Arga de São João, sendo Arga de Baixo a sua sede.

## Demografia
A população registada nos censos foi:
| Distribuição da População por Grupos Etários | Distribuição da População por Grupos Etários | Distribuição da População por Grupos Etários | Distribuição da População por Grupos Etários | Distribuição da População por Grupos Etários | Distribuição da População por Grupos Etários |
| -------------------------------------------- | -------------------------------------------- | -------------------------------------------- | -------------------------------------------- | -------------------------------------------- | -------------------------------------------- |
| Antes da agregação                           |                                              |                                              |                                              |                                              |                                              |
| Ano                                          | 0-14 anos                                    | 15-24 anos                                   | 25-64 anos                                   | >= 65 anos                                   | Total                                        |
| 2001                                         | 23                                           | 19                                           | 112                                          | 104                                          | 258                                          |
| 2011                                         | 14                                           | 12                                           | 77                                           | 105                                          | 208                                          |
| Após a agregação                             |                                              |                                              |                                              |                                              |                                              |
| Ano                                          | 0-14 anos                                    | 15-24 anos                                   | 25-64 anos                                   | >= 65 anos                                   | Total                                        |
| 2021                                         | 5                                            | 7                                            | 57                                           | 90                                           | 159                                          |